# Rolls-Royce Silver Dawn
Rolls-Royce Silver Dawn (Роллс-Ройс Срібні сутінки) — модель вищого стандарт класу британської компанії Rolls-Royce 1949–1955 років. Було виготовлено 760 машин.

## Конструкція

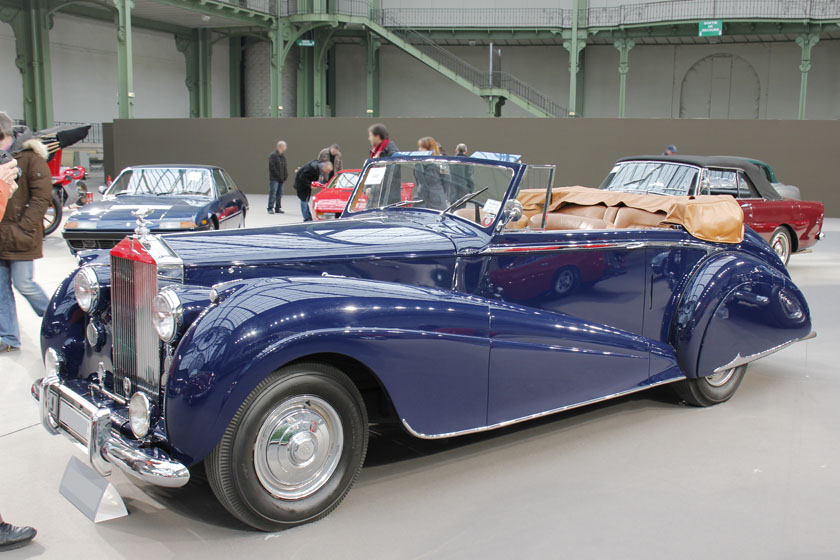
Rolls-Royce Silver Dawn. Купе. 1950

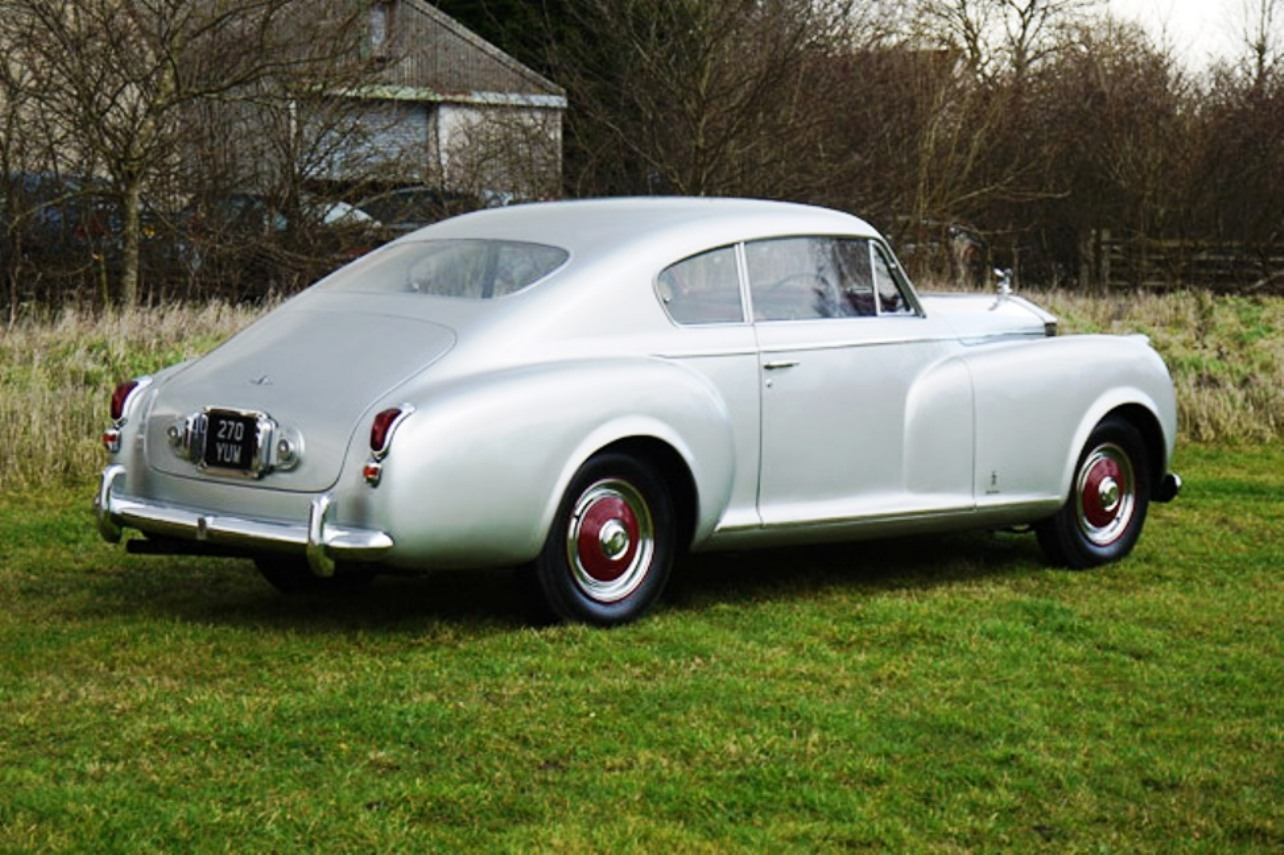
Rolls-Royce Silver Dawn. Купе Pininfarina. 1951

Rolls-Royce Silver Dawn будували на новому заводі у місті Кру як першу модель Rolls-Royce з фабричною збіркою кузовів. Шасі моделі було модифікацією шасі Silver Wraith. На цій базі до 1952 будували модель Bentley Mark VI з мінімальними змінами дизайну радіатору, капоту. Подальшу модифікацію збудували на основі Bentley R-Type. Дана модифікація йшла на експорт з лівостороннім розміщенням керма.
На модель ставили мотор об'ємом 4257 см³ (4566 см³ з 1951). Карбюратор компанії Stromberg замінили 1952 карбюратором Zenith. 4-ступінчасту ручну коробку передач замінили 1952 на машинах Е-серії автоматичною коробкою передач.
Підвіска автомобіля передньої осі мала пружини, жорстка задня вісь кріпилась на поздовжніх ресорах. До 1953 елементи авто збирали на заклепках, згодом застосовували зварну конструкцію. Барабанні гальма коліс приводились у дію комбінованою системою. Передні гальма мали гідравлічний привід з підсилювачами, задні з механічним приводом за ліцензією компанії Hispano-Suiza. Модель виготовляли у вигляді завершених авто з готовими кузовами, чи у вигляді голих шасі під індивідуальне замовлення кузовів у спеціалізованих фабриках. Компанія Harold Radford Coachbuilders виготовляла кузови у стилі Countryman з великими задніми дверима і речами для пікніка.